# Giải vô địch bóng đá nữ U-17 châu Âu 2015
Giải vô địch bóng đá nữ U-17 châu Âu 2015 là Giải vô địch bóng đá nữ U-17 châu Âu thứ tám, diễn ra tại Iceland từ 22 tháng 6 đến 4 tháng 7 năm 2015.

## Vòng loại
Trừ chủ nhà Iceland, có 43 đội tuyển tham dự vòng loại để xác định bảy vị trí còn lại tại vòng chung kết. Vòng loại gồm hai giai đoạn: Vòng một (Qualifying round) diễn ra vào cuối năm 2014, còn vòng hai (Elite round) diễn ra vào đầu năm 2015.

## Các đội tham dự
Dưới đây là các đội tham dự vòng chung kết.
- Iceland (chủ nhà)
- Thụy Sĩ
- Anh
- Cộng hòa Ireland
- Đức
- Tây Ban Nha
- Na Uy
- Pháp

## Vòng bảng
Các đội đầu bảng lọt vào bán kết.

Các đội dự vòng chung kết và thành tích thi đấu

Giờ thi đấu là giờ địa phương, GMT (UTC±0).

### Bảng A
| VT | Đội         | ST | T | H | B | BT | BB | HS | Đ | Giành quyền tham dự             |
| -- | ----------- | -- | - | - | - | -- | -- | -- | - | ------------------------------- |
| 1  | Tây Ban Nha | 3  | 2 | 1 | 0 | 7  | 1  | +6 | 7 | Lọt vào Vòng đấu loại trực tiếp |
| 2  | Đức         | 3  | 2 | 0 | 1 | 10 | 4  | +6 | 6 | Lọt vào Vòng đấu loại trực tiếp |
| 3  | Anh         | 3  | 1 | 1 | 1 | 4  | 7  | −3 | 4 |                                 |
| 4  | Iceland (H) | 3  | 0 | 0 | 3 | 1  | 10 | −9 | 0 |                                 |

| Anh       | 1–1      | Tây Ban Nha |
| --------- | -------- | ----------- |
| Cross 51' | Chi tiết | García 54'  |

| Iceland | 0–5      | Đức                                                       |
| ------- | -------- | --------------------------------------------------------- |
|         | Chi tiết | Krug 5' · Sanders 35', 43' · Dallmann 70' · Orschmann 73' |

| Đức | 0–4      | Tây Ban Nha                         |
| --- | -------- | ----------------------------------- |
|     | Chi tiết | García 9', 21', 36' · Bonmati 80+4' |

| Iceland        | 1–3      | Anh                                   |
| -------------- | -------- | ------------------------------------- |
| Pálsdóttir 66' | Chi tiết | Plumptre 28' · Devlin 44' · Allen 78' |

| Tây Ban Nha               | 2–0      | Iceland |
| ------------------------- | -------- | ------- |
| Guijarro 17' · Sierra 63' | Chi tiết |         |

| Đức                                      | 5–0      | Anh |
| ---------------------------------------- | -------- | --- |
| Pawollek 2' · Sanders 37', 46', 72', 80' | Chi tiết |     |

### Bảng B
| VT | Đội              | ST | T | H | B | BT | BB | HS | Đ | Giành quyền tham dự             |
| -- | ---------------- | -- | - | - | - | -- | -- | -- | - | ------------------------------- |
| 1  | Thụy Sĩ          | 3  | 2 | 1 | 0 | 5  | 3  | +2 | 7 | Lọt vào Vòng đấu loại trực tiếp |
| 2  | Pháp             | 3  | 2 | 0 | 1 | 4  | 2  | +2 | 6 | Lọt vào Vòng đấu loại trực tiếp |
| 3  | Na Uy            | 3  | 1 | 1 | 1 | 4  | 4  | 0  | 4 |                                 |
| 4  | Cộng hòa Ireland | 3  | 0 | 0 | 3 | 0  | 4  | −4 | 0 |                                 |

| Cộng hòa Ireland | 0–1      | Pháp        |
| ---------------- | -------- | ----------- |
|                  | Chi tiết | Laurent 65' |

| Thụy Sĩ                   | 2–2      | Na Uy                         |
| ------------------------- | -------- | ----------------------------- |
| Reuteler 36' · Jenzer 48' | Chi tiết | Kvernvolden 10' · Wilmann 51' |

| Cộng hòa Ireland | 0–1      | Thụy Sĩ     |
| ---------------- | -------- | ----------- |
|                  | Chi tiết | Lehmann 55' |

| Pháp                     | 2–0      | Na Uy |
| ------------------------ | -------- | ----- |
| Katoto 20' · Fercocq 36' | Chi tiết |       |

| Na Uy                       | 2–0      | Cộng hòa Ireland |
| --------------------------- | -------- | ---------------- |
| Norem 19' · Kvernvolden 40' | Chi tiết |                  |

| Pháp          | 1–2      | Thụy Sĩ                       |
| ------------- | -------- | ----------------------------- |
| De Almeida 9' | Chi tiết | Reuteler 66' · Stampfli 80+2' |

## Vòng đấu loại trực tiếp
Trong vòng đấu loại trực tiếp, loạt sút luân lưu được sử dụng để giải quyết thắng thua (không đá hiệp phụ).
|  | Bán kết               | Bán kết |                       |   | Chung kết | Chung kết |
|  |                       |         |                       |   |           |           |
|  | 1 tháng 7 - Reykjavík |         |                       |   |           |           |
|  |                       |         |                       |   |           |           |
|  | Tây Ban Nha (p)       | 1 (4)   |                       |   |           |           |
|  | Tây Ban Nha (p)       | 1 (4)   | 4 tháng 7 - Reykjavík |   |           |           |
|  | Pháp                  | 1 (3)   |                       |   |           |           |
|  | Pháp                  | 1 (3)   | Tây Ban Nha           | 5 |           |           |
|  | 1 tháng 7 - Reykjavík |         | Tây Ban Nha           | 5 |           |           |
|  |                       | Thụy Sĩ | 2                     |   |           |           |
|  | Thụy Sĩ               | Thụy Sĩ | 2                     | 1 |           |           |
|  | Thụy Sĩ               |         |                       | 1 |           |           |
|  | Đức                   | 0       |                       |   |           |           |
|  | Đức                   | 0       |                       |   |           |           |

### Bán kết
| Tây Ban Nha                                        | 1–1      | Pháp                                                |
| -------------------------------------------------- | -------- | --------------------------------------------------- |
| Montilla 79'                                       | Chi tiết | Galera 63'                                          |
| Loạt sút luân lưu                                  |          |                                                     |
| Rodríguez · Montilla · Bonmati · Guijarro · García | 4–3      | Lebastard · Laplacette · Boutaleb · Galera · Katoto |

| Thụy Sĩ     | 1–0      | Đức |
| ----------- | -------- | --- |
| Arfaoui 80' | Chi tiết |     |

### Chung kết
| Tây Ban Nha                                                                    | 5–2      | Thụy Sĩ                    |
| ------------------------------------------------------------------------------ | -------- | -------------------------- |
| García 6' · Felder 13' (l.n.) · Mégroz 50' (l.n.) · Menayo 64' · Navarro 80+2' | Chi tiết | Reuteler 55' · Arfaoui 78' |

## Cầu thủ ghi bàn
6 bàn
- Stefanie Sanders

5 bàn
- Lucía García

3 bàn
- Géraldine Reuteler

2 bàn
- Ingrid Kvernvolden
- Amira Arfaoui

1 bàn
- Georgia Allen
- Zoe Cross
- Charlotte Devlin
- Ashleigh Plumptre
- Jule Dallmann
- Victoria Krug
- Dina Orschmann
- Tanja Pawollek
- Andrea Mist Pálsdóttir
- Jenny Norem
- Andrea Wilmann
- Elisa De Almeida
- Hélène Fercocq
- Sarah Galera
- Marie-Antoinette Katoto
- Emelyne Laurent
- Aitana Bonmati
- Patricia Guijarro
- Carmen Menayo
- Natalia Montilla
- Lorena Navarro
- Andrea Sierra
- Lara Jenzer
- Alisha Lehmann
- Jolanda Stampfli

Phản lưới nhà
- Luisa Felder (gặp Tây Ban Nha)
- Naomi Mégroz (gặp Tây Ban Nha)

Nguồn: UEFA.com